# Торе Санта Луча (Асколи Пичено)
Торе Санта Луча (итал. Torre Santa Lucia) насеље је у Италији у округу Асколи Пичено, региону Марке.
Према процени из 2011. у насељу је живело 18 становника. Насеље се налази на надморској висини од 424 м.